# Ludvig I av Anjou

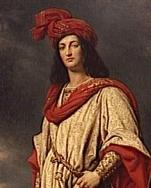
Ludvig I av Anjou

Ludvig I av Anjou, född 23 juli 1339, död 20 september 1384, var kung Johan II av Frankrikes och Bonne av Luxemburgs andre son. Han var greve av Anjou, mellan åren 1356 och 1360, sedan hertig av Anjou till 1384, greve av Maine mellan 1356 och 1384, hertig av Touraine, 1370-1384, titulär Kung av Neapel, kung av Jerusalem och greve av Provence och Forcalquier från 1382 till 1384. Han tillhörde huset Valois-Anjou.

## Biografi
Ludvig I föddes på slottet i Vincennes. Han var närvarande vid slaget i Poitiers år 1356, i hundraårskriget mellan Frankrike och England, i bataljonen som hans bror Karl V av Frankrike ledde. De var knappt inblandade i några konfrontationer och lämnade konflikten mitt under stridigheterna. Den förnedrande flykten ledde trots allt till att de kunde undgå att bli tillfångatagna av engelsmännen som vann slaget stort. 
Kungen  Johan II och Ludvig I:s bror Filip II av Burgund tillfångatogs och villkoren för deras frigivande och lösesumman bestämdes i och med fredsfördraget i Bretigny år 1360. Bland villkoren krävdes att 40 gisslan ur Frankrikes högsta adel skulle garantera betalningen av kungens lösesumma. Ludvig I var en av dessa och han begav sig därför av England i oktober 1360. Dessvärre förmådde inte fransmännen betala lösesumman för kungen utan betalningen uppsköts. Ludvig I försökte då bli befriad genom privata förhandlingar med den engelska kungen Edvard, den svarte prinsen. När det misslyckades flydde han från England, vilket mötte faderns ogillande eftersom det inte var ridderligt. Johan II valde så småningom att återvända till fångenskapen i England, eftersom lösesumman inte kunde betalas och för att återhämta den förlorade äran.
Mellan åren 1380 och 1382 fungerade Ludvig I som riksföreståndare för sin brorson, Karl VI, men senare samma år lämnade han Frankrike för att kräva den neapoletanska tronen efter Johanna I:s död. Johanna I hade adopterat Ludvig I eftersom hon var barnlös och betraktade övriga eventuella arvtagare som fiender. Han lyckades också efterträda henne som greve av Provence och Forcalquier. Trots hans kröning i Avignon som kung av Neapel av motpåven Clemence VII tvingades han att stanna i Frankrike. Johanna I:s trupper besegrades av  Karl av Durazzo, hennes syssling och andre arvinge till tronen. Johanna I dödades i sitt fängelse i San Fele år 1382. Ludvig I försökte, med stöd av motpåven Bernabò Visconti av Milano och Amadeus VI av Savojen och med pengar från hans tid som riksföreståndare, att återta kungadömet Neapel från Karl II. Expeditionen , bestående av 40 0000 man , misslyckades dock.
Karl III lyckades, med stöd av legosoldaterna i John Hawkwoods och Bartolomeo d'Alviano arméer, med totalt 14 000 man lyckades locka bort fransmännen från Neapel och sprida ut trupperna över Italien och sen bedriva gerillakrig mot de mindre enheterna. Amadeus VI insjuknade och dog i Molise den 1 mars 1383 och hans mannar flydde fältet. Ludvig I begärde, och fick, hjälp från den franske kungen som skickade trupper under befäl av Enguerrand VII, av Coucy, som lyckades erövra Arezzo och som därefter invaderade kungadömet Neapel. Halvvägs möttes han av budet att Ludvig I hade dött i Bisceglie 20 september 1384. Enguerrand VII sålde därmed Arezzo till republiken Florens och återvände till Frankrike.

## Familj
År 1360, gifte sig Ludvig I med Marie av Blois, född 1345 och död 1404, dotter till Karl av Blois. De fick följande barn:
- Marie, född 1370, död efter 1383
- Ludvig II av Anjou, född 1377, död senare än 1417
- Karl, född 1380–1404 i Angers), prins i furstendömet Taranto, greve av Roucy, Étampes och Gien